# Golubac

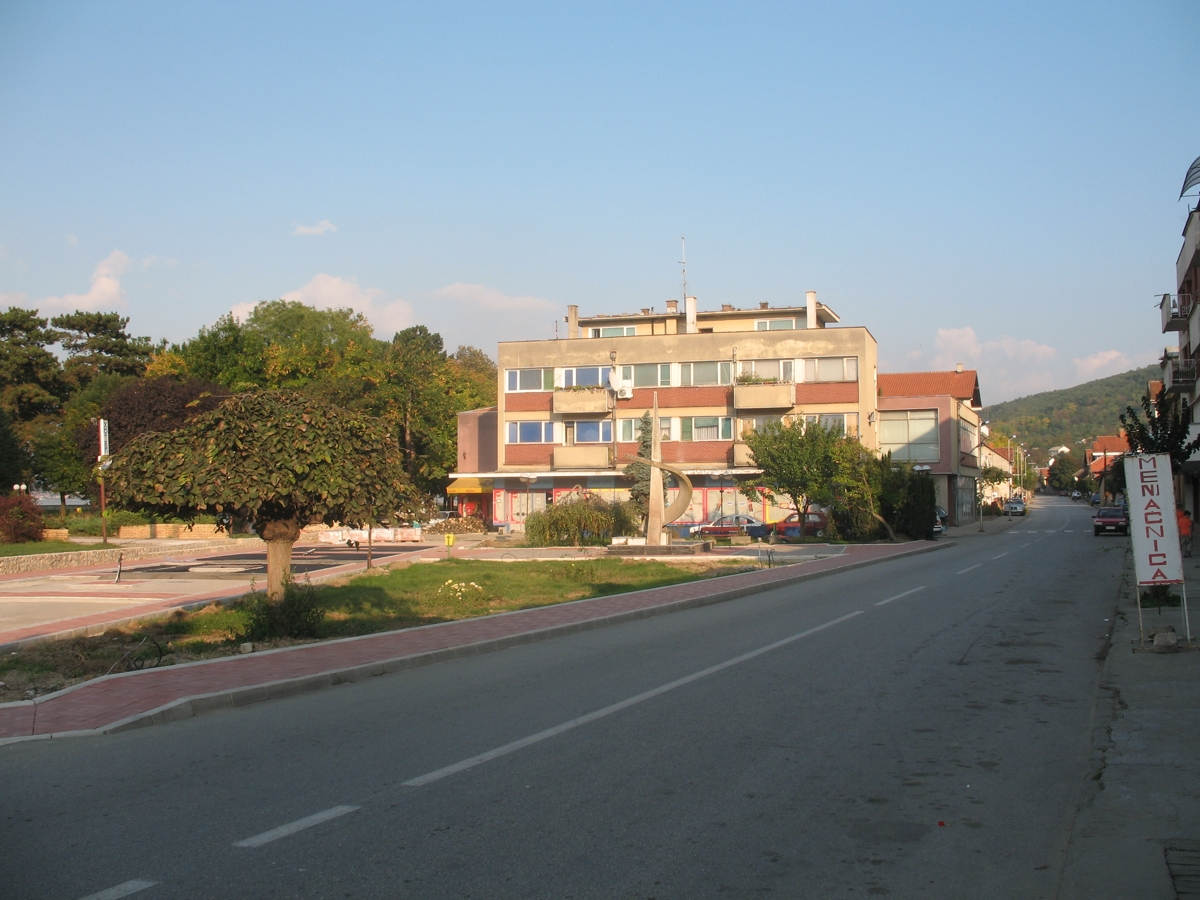
Golubac

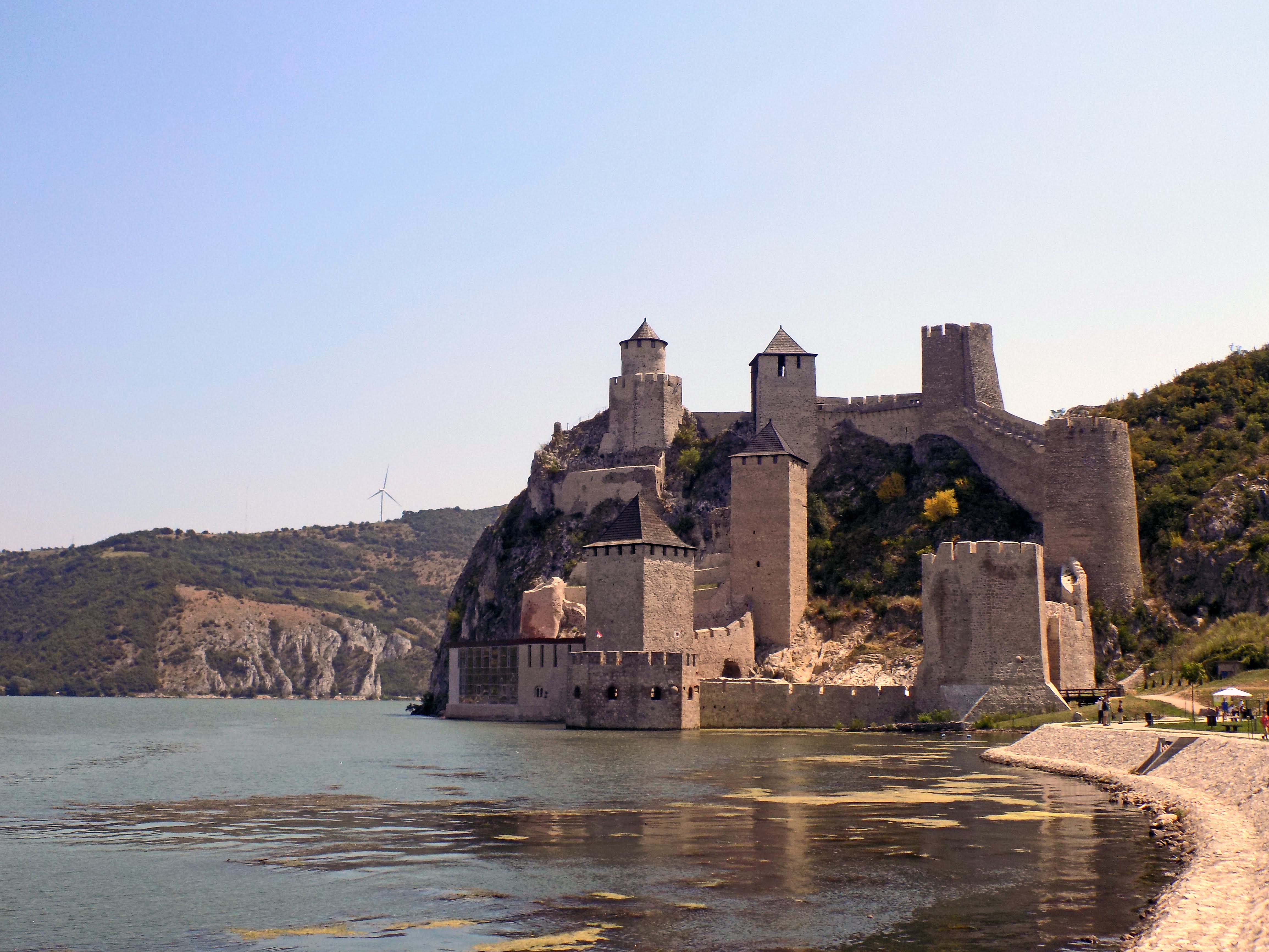

Golubac är en ort i Serbien vid det som kallas Järnporten i Donau. Orten ligger i östra Serbien nära gränsen till Rumänien. Golubac har cirka 1 600 invånare. Det berömda medeltida fortet Golubački grad ligger i närheten av orten Golubac.